# Stephanus-Bibel
Als Stephanus-Bibel werden die Bibel-Ausgaben bezeichnet, die Robert Estienne (latinisiert ‚Stephanus‘) im 16. Jahrhundert drucken ließ. Am häufigsten sind dabei seine Ausgaben der lateinischen Bibel von 1551, 1540 und 1553 gemeint.
Estienne hatte seit 1523 immer wieder Ausgaben einzelner oder mehrerer biblischer Bücher und der gesamten Bibel drucken lassen, zunächst in Paris, später auch in Genf. Er publizierte lateinische, griechische, hebräische und französische sowie lateinisch-griechische und lateinisch-französische Ausgaben der Bibel. Zur Erstellung des Textes zog er jeweils zahlreiche Bibel-Handschriften und -Drucke heran. Nicht nur kollationierte er viele Textzeugen, er dokumentierte die unterschiedlichen Lesarteb auch sorgfältiger, als es im 16. Jahrhundert üblich war.
Zeitgenossen schätzten vor allem seine sorgfältig erstellten Ausgaben der Vulgata, für die Estienne beanspruchte, die von Hieronymus erstellte Fassung so weit als möglich rekonstruiert zu haben. Dafür hatte er neben lateinischen auch hebräische und griechische Bibeln heranzog. Ausgangstext war für ihn die Pariser Bibel.
Die Ausgaben von Stephanus (die oft nachgedruckt wurden) gehören zu den am weitesten verbreiteten gedruckten Bibelausgaben des 16. Jahrhunderts. In der modernen Forschung gelten sie als wichtige Meilensteine auf dem Weg zu einer kritischen Ausgabe der Vulgata.
Besonders bekannt sind Estiennes Ausgabe des Neuen Testaments von 1551 sowie seine Ausgaben der ganzen Bibel von 1540 und 1553. Erstere ist die erste Bibel, die durchgehend in nummerierte Kapitel und Verse eingeteilt ist; diese von Estienne selbst neu entwickelte Verseinteilung ist bis heute üblich, um Bibelstellen genau zu bezeichnen und findet sich in so gut wie allen modernen Bibeln. Die Ausgabe von 1540 enthielt einen besonders sorgfältig erstellten Text der Vulgata samt einem kritischen Apparat mit Hinweisen auf abweichende Lesarten verschiedener Textzeugen. Sowohl die Sorbonne als auch die Universität Löwen verboten diese Ausgabe. Sie wurde unter anderem für die Erstellung der Löwener Vulgata-Ausgabe verwendet. Die Stephanus-Bibel von 1553 schließlich war die erste gedruckte Vollbibel, die die moderne Einteilung der Kapitel der biblischen Bücher in Verse enthielt. Für das Alte Testament verwendete Estienne dabei die masoretische Verseinteilung, für das Neue Testament seine eigene, 1551 erstmals veröffentlichte Einteilung. Die Verseinteilung setzte sich für lateinische und andere Bibelausgaben rasch durch.
Verschiedene Stephanus-Bibeln wurden in Frankreich, den heutigen Niederlanden und Spanien verboten.